# Keihäsjärvi (sjö i Kemijärvi, Lappland)
Keihäsjärvi är en sjö i kommunen Kemijärvi i landskapet Lappland i Finland. Sjön ligger 154,2 meter över havet. Den är 7,6 meter djup. Arean är 51 hektar och strandlinjen är 3,16 kilometer lång. Sjön  ingår i Kemi älvs huvudavrinningsområde.   Den ligger omkring 87 kilometer öster om Rovaniemi och omkring 740 kilometer norr om Helsingfors. 